# クラヴ・マガ
クラヴ・マガ（英語: Krav Maga、ヘブライ語: קרב מגע）は、20世紀前半、戦火が絶えなかったイスラエルで考案された近接格闘術。一切の無駄を省いたシンプルかつ合理的な格闘術であることから、モサド等のイスラエル治安部隊に採用されたことで洗練され、現在、殺人術を除いた形でCIAやFBIなど世界中の軍・警察が導入している。護身術や逮捕術の一環として防御に重点を置いたレッスンも提供されている。

## 概要
| White  |
| Yellow |
|        |
| Orange |
|        |
| Green  |
|        |
| Blue   |
|        |
| Brown  |
|        |
| Black  |
|        |
|        |
|        |
|        |

名前中、マガ（מגע）は「接近」「接触」、クラヴ（קרב）は「戦闘」を意味する。このため、直訳すると「接触しての戦い/接近戦闘術」となるが、かえって混乱を招きかねないので、ヘブライ語のままクラヴ・マガと呼ばれる。なおもともとはカパップ（ヘブライ語：קפ"פ Kapap Krav Panim El Panimの省略。白兵戦の意）と呼ばれていた。
イスラエルでは、イスラエル国防軍や警察、イスラエル諜報特務庁で採用されている。またイスラエル国外でも、CIA、FBI、スカイマーシャル、SWAT、GIGN、や多くの国の警察が導入している。
1964年に軍を退職した創設者が一般市民への指導を始めたため、イスラエルでは、国立学校の指導要領に加え、ウィンゲート・インスティテュートと呼ばれる体育学校や、学生を指導する教員にも指導されている。また、民間向けの指導はイスラエルで学んだトレーナーにより世界各地で行われている。

## 歴史

### 初期
クラヴ・マガの原型となる技術は、ハンガリーで生まれスロバキアで育ったユダヤ人、イミ・リヒテンフェルドによって考案された。イミはボクシング、レスリング、体操など様々な競技においてヨーロッパチャンピオンのタイトルを手にした優秀なアスリートだった。また、警察官である父は他の警官に戦闘・護身技術を指導をしており、イミは父から直接、実戦的なストリートファイトを学んでいた。イミはその技術で当時紛争状態にあった東ヨーロッパで数々の仲間の命を救い、さらにその技術を体系化してブラチスラヴァ在住のユダヤ人らに、ファシズム信奉者の暴漢らに対する防衛手段として教えていた。
イミは、イスラエル建国前にイギリス委任統治領パレスチナに移り住み、ここでユダヤ人民兵組織ハガナーに近接戦闘術を教え始めた。イスラエル建国後は、クラヴ・マガとはイスラエル軍・警察に教えられる近接格闘術を指す一般名詞を意味していた。イスラエル移住後、イミは自らの姓をヘブライ語に訳し、スデ=オーと名乗った。イミは、教官として勤めていた軍から退職後は、市民への指導を開始した。こうして、一般的に知られる護身術としてのクラヴ・マガが発達した。

### イスラエル国外への普及
1980年までは、クラヴ・マガのエキスパートはイスラエルだけに住んでいたが、興味を持つアメリカ人との間にて交流が始まったのが、国外への普及開始時期とされている。
1981年、6人のインストラクターは、主にユダヤ人のコミュニティセンターにてデモンストレーションのために渡米した。このことが、FBIのニューヨーク支局やトレーニングセンターでのデモンストレーションに繋がった。その結果、同年夏には、基本的なインストラクターの訓練コースに参加するため、アメリカからイスラエルへ22人が訪問する結果となった。そのコースの卒業生が帰国し、それぞれの地元でトレーニングセンターを立ち上げた。また1984年には追加の候補生がイスラエルを訪問し、インストラクターになるために1986年に再訪した。同時期、イスラエルからのインストラクターが訪米を重ねていた。
1985年よりアメリカの警察関係者向けのトレーニングが開始した。

### 創始者 の死後
イミの死去後、多数の流派・協会が世界中で誕生した。誰がイミの真の後継者か、『クラヴ・マガ』という表現が特定の武術を指すのか、もしくはボクシングのように『クラヴ・マガ』という表現は商標登録されていないなど、激しい論争が続いているが、現在、一般的に10の主流クラヴマガ統括団体が認められている。

### 日本の法執行機関での採用
2019年3月、多発する刃物事件、交番襲撃事件、警察官に対する拳銃強奪事件を受けて警察庁にクラヴ・マガが採用され、警察庁指定「術科広域技能指導官(逮捕術)」によって全国に普及が図られている。 

## トレーニング

### 基本理念
クラヴ・マガにおいては、柔道や空手などのように競技規則が確立されているスポーツ格技ではないため、試合として大会が行われることはない。むしろ、実生活で起こりうる状況で効率的に動けることに重点を置いている。また一般的に、学習者にとって不利な状況を想定しており、股間への攻撃、頭突きなど、相手に対して効率的なダメージを与えることを念頭においている。
クラヴ・マガのテクニックにおける基本行動理念は、
- 脅威の排除
- 怪我の防止
- 防御から攻撃への素早い転換
- 反射神経の利用
- ダメージを受けやすい部分を狙うこと
- 近くにある道具や物体の利用

である。
基本的には、相手の最初の攻撃に対処し、次の攻撃を予防し、そして相手を制圧することを、緊迫した状況下で正確に行うことである。中でも、攻撃を仕掛ける相手から、いかに早く主導権を奪うかということが最も重要視されている。

### ベルトシステム・レベル[3]
クラヴ・マガは（実際に帯の受用や着用があるわけではないが）ベルトシステムという柔道における帯のようなシステム、それを補完するパッチシステムを持ち、並行してレベルというシステムも持つ。
最も初級であるレベル1では主に基本的な構えや打撃テクニックを学ぶことができ、次いでイエローベルトに昇級するとレベル2となり、より多くのパンチ・キック技術や抱きつきに対する護身等を学ぶことができ、ブルー・ブラウン・ブラックベルトの保持者が対象となる最も高度なレベル5では武器に対する護身や第三者の護身等の高度な技術を学べる。
昇級は規定の出席数を越えることで生ずる受験資格によるテストに合格することでできるが、テストに参加せず同一のベルトに留まることもできる。

### テクニック
クラヴ・マガは、人間が本能的にもっている条件反射を動きに取り入れており、いざという時に身体が自然に護身の動きとして反応するという特徴を持っている。その首尾一貫した合理的な考え方により、短期間の訓練で性別、年齢、体格、体力を問わず、誰でも高いレベルの護身スキルの取得を可能とするとされている。
サバットやキックボクシング（蹴り、パンチの技術）また柔術やレスリング（身のこなしの技術）などから取り入れた技法を持っているが訓練法は異なっており、自分が不利な状況での護身を重要視している。実戦を徹底的に意識しており、敵は必ずしも素手ではなく、ナイフや拳銃などの凶器を保持しているケースも想定して訓練を実施している。また、敵が一人とも限らないため、複数の相手を想定した訓練も実施している。
訓練はエアロビクスと、敵に見立てたパッドを多用するのが特色である。これにより、訓練を受ける者は手加減なしで反撃の練習が可能だし、パッドを保持する側もクラヴ・マガの効果を、反撃される者の立場で体感することができる。そのため、パッドを保持する者も、攻撃を加える者と同じくらい激しい運動をしたことになるという。
人間は不意に襲われたときはパニック状態に陥り、思考能力が急激に低下するため、訓練においては、ラウドスピーカー、ストロボスコープ、霧発生器といった装置を導入し、生徒が周囲の状況に余計に迷わされず、敵にダメージを与えることに集中するよう指導することもある。また身体や言葉を使い、実力行使をせざるを得ない状況に入ることを防ぐ方法が教えられることもある。
一般的なクラヴ・マガのトレーニングセンターでは、訓練は約1時間で、エアロビクスと護身術を組み合わせた指導が行われるが、難度が上がるにつれ次第にエアロビクスよりも護身法に重点が移される。まず、指導員は心拍数を上げるための激しい運動を行わせる。そしてストレッチを行った後、いくつかの護身法が教えられる。この中では、まず相手にダメージを与える方法（パンチ、蹴りなど）または身のこなしの技術（相手の制圧下からの抜け出し方など）が指導され、その後にこれらの技術とエアロビクスを組み合わせた指導がされる。最後に、生徒をバーンアウトさせて終了するが、これは訓練の最初に実施されることもある。

## クラヴ・マガの商標登録問題
クラヴマガ・ジャパンの松元國士は、国際クラヴマガ協会・日本総支部として活動していた2002年8月に、国際クラヴマガ協会の会長エヤル・ヤニロブと連名で「クラヴ・マガ」の名称を商標登録している（松元國士は2003年10月にクラヴマガ・ワールドワイドと提携）。
クラヴ・マガは、国際的な統括団体が複数存在するが、上記のように「クラヴ・マガ」の名称が商標登録されているため、少なからずトラブルが発生している。
松元は、『イスラエル軍式護身術 クラブマガ入門』（イミ スデ・オー、エヤル・ヤニロブ共著、原書房、2001年）の監修者である、横山雅始のクラヴ・マガの関連の肩書きを消去するようにと出版社やマスコミ、武道関係者に要求。
その後、松元は、日本でクラヴ・マガを指導している、アヴィ・マザルトとボアズ・ハガイに対して、クラヴ・マガの名称を使用しないよう文書を送っている。そのため、マザルトは「IKMF クラヴ・マガ」、ボアズ・ハガイは「K.M.」や「Imi Krav maga ve Hagana astsmit」の名称を使用して教室を開いている。

## 関連作品・メディア
- イナフ[6][7]

- トロイ[6]
- ミッション:インポッシブル3[6]
- ブラッド・ダイヤモンド[6]
- ソルト[6]
- キス&キル[6]
- 東京DOGS[6]
- 交渉人[7]
- トゥームレイダー2[7]
- ボーン・アイデンティティー[7]

- 喧嘩商売
- レイン・フォール/雨の牙
- エイリアス
- 24 -TWENTY FOUR-
- スプリンターセル コンヴィクション
- コロンビアーナ

## 関連資料

### 書籍
- 『イスラエル軍式護身術 クラブマガ入門』 イミ スデ・オー、エヤル・ヤニロブ共著（原書房、2001年）ISBN 978-4562034208
- 『戦慄!最強戦闘術 - 戦いのプロだけが知る制敵の秘技』 アヴィ・マザルト（東邦出版、2007年）ISBN 978-4809406102
- 『クラヴマガ・ダイエット - 最強しなやか美人になる!』 アヴィ・マザルト（東邦出版、2008年）ISBN 978-4809406980
- 『最強護身術 クラヴマガ』ダーレン・レヴィーン、ジョン・ホイットマン（三交社 、2010年）ISBN 978-4879190338

### DVD
- 『ナイフで殺されないために』 アヴィ・マザルト（フルコム、2009年）
- 『護身術クラヴマガ』 松元國士（クラヴマガ・ジャパン株式会社、2010年）